# Cantharozetes lucens
Cantharozetes lucens är en kvalsterart som beskrevs av Hammer 1961. Cantharozetes lucens ingår i släktet Cantharozetes och familjen Haplozetidae. Inga underarter finns listade.